# Чаурешть
Чаурешть, Чаурешті (рум. Ceaurești) — село у повіті Арджеш в Румунії. Входить до складу комуни Поєнарій-де-Арджеш.
Село розташоване на відстані 141 км на північний захід від Бухареста, 34 км на північний захід від Пітешть, 98 км на північний схід від Крайови, 108 км на південний захід від Брашова.

## Населення
За даними перепису населення 2002 року у селі проживали 273 особи, з них 268 осіб (98,2%) румунів. Рідною мовою 268 осіб (98,2%) назвали румунську.